# Счастье Андруса
«Счастье Андруса» — советский цветной художественный фильм 1955 года снятый на киностудии «Ленфильм» режиссёром Гербертом Раппапортом. Экранизация романа Ганса Леберехта «Капитаны». Кинодебют Юри Ярвета.
Премьера фильма состоялась 18 июля 1955 года.

## Сюжет
Андрус Лаан, сын рыбака, мечтал стать капитаном, но не смог поступить в мореходную школу. Тогда он начал работать наладчиком на крупном заводе. Вскоре главный герой обнаружил «узкие» места в производственном процессе и предложил несколько рационализаторских предложений для повышения производительности труда. Главный инженер завода, поначалу не может понять планов и предложений молодого сотрудника в модернизации производственного процесса. Руководство также не согласно с планами молодого технолога Коппеля. Андрус, новатор производства, начинает поддерживать инновационные проекты прогрессивного Коппеля и публично вступает в его защиту. Поведение Андруса создает в коллективе противоречивые мнения. Опытная работница Вага и её дочь Линда стараются сгладить разногласия. Андрус находит своё счастье в работе, в коллективе и во взаимной привязанности с Линдой.

## В ролях
- Энн Адуссон — Андрус (дублировал В. Авдюшко)
- Антс Лаутер — Арулайд (дублировал Я. Беленький)
- Ита Эвер — Реет (дублировала Л. Маратова)
- Хуго Лаур — Вааг (дублировал М. Колесников)
- Рут Пераметс — Линда (дублировала А. Харитонова)
- Линда Тубин — Мильде (дублировала И. Чувелева)
- Калью Ваха — Коппель, технолог (дублировал Я. Янакиев)
- Лембит Ээльмяэ — Лутс (дублировал П. Шпрингфельд)
- Рудольф Нууде — Раннап (дублировал М. Бернес)
- Кальё Кийск — Тедер (дублировал В. Сударев)
- Яанус Оргулас — Виллу (дублировал И. Гуров)
- Марьо Маазинг — Вайке
- Юри Ярвет — Роберт
- Эльза Пант — продавщица
- Эви Рауэр-Сиккель — мать Андруса
- Арно Суурорг — эпизод
- Ильмар Таммур — эпизод
- Эйнари Коппель — эпизод
- Калью Караск — эпизод
- Арво Круусемент — эпизод
- Каарел Ирд — эпизод
- Линда Руммо — эпизод